# Lista de deputados estaduais do Paraná da 6.ª legislatura
Essa é uma lista de deputados estaduais do Paraná eleitos para o período 1967-1971.

## Composição das bancadas
| Partido | Líder                   | Bancada | Posição  |
| ------- | ----------------------- | ------- | -------- |
| ARENA   | Arnaldo Faivro Busato   | 37 / 45 | Governo  |
| MDB     | Silvio Magalhães Barros | 8 / 45  | Oposição |

## Deputados estaduais
| Número | Deputados estaduais eleitos    | Partido | Votação | Cidade onde nasceu  | Unidade federativa |
| 11428  | Abrahão Miguel                 | ARENA   | 12.414  | Pinhalão            | Paraná             |
| 11790  | Aguinaldo Pereira Lima         | ARENA   | 11.023  | Foz do Iguaçu       | Paraná             |
| 11582  | Aníbal Khury                   | ARENA   | 41.368  | Porto União         | Santa Catarina     |
| 11112  | Armando Queiroz de Morais      | ARENA   | 21.709  | Viradouro           | São Paulo          |
| 11920  | Arnaldo Faivro Busato          | ARENA   | 43.749  | Jaú                 | São Paulo          |
| 11378  | Arthur Gotuzzo de Souza        | ARENA   | 17.912  | Ponta Grossa        | Paraná             |
| 11673  | Benedito Pinto Dias            | ARENA   | 17.713  | Monções             | São Paulo          |
| 11125  | Constantino João Kotzias       | ARENA   | 14.417  | São Roque           | São Paulo          |
| 11193  | David Federmann                | ARENA   | 20.133  | Ponta Grossa        | Paraná             |
| 11887  | Emílio Humberto Carazzai       | ARENA   | 8.632   | Arapongas           | Paraná             |
| 11106  | Erondy Silvério                | ARENA   | 14.508  | Guarapuava          | Paraná             |
| 15832  | Eurico Batista Rosas           | MDB     | 7.996   | Ponta Grossa        | Paraná             |
| 11491  | Fabiano Braga Côrtes           | ARENA   | 23.077  | Lapa                | Paraná             |
| 11143  | Francisco Escorsin             | ARENA   | 15.599  | Jaguariaíva         | Paraná             |
| 11133  | Fuad Nacli                     | ARENA   | 9.214   | Guarapuava          | Paraná             |
| 11801  | Gabriel Manoel                 | ARENA   | 16.761  | Paranaguá           | Paraná             |
| 11886  | Haroldo Bianchi                | ARENA   | 9.110   | Araucária           | Paraná             |
| 11949  | Igo Iwant Losso                | ARENA   | 11.510  | Irati               | Paraná             |
| 11707  | Ivo Thomazoni                  | ARENA   | 23.593  | Joaçaba             | Santa Catarina     |
| 15914  | Jacinto Simões                 | MDB     | 12.276  | Pato Branco         | Paraná             |
| 11442  | João de Matos Leão             | ARENA   | 34.830  | Mallet              | Paraná             |
| 11688  | João Leopoldo Jacomel          | ARENA   | 15.516  | Piraquara           | Paraná             |
| 11298  | João Mansur                    | ARENA   | 33.155  | Irati               | Paraná             |
| 11770  | Jorge Miguel Nassar            | ARENA   | 15.832  | Curitiba            | Paraná             |
| 11516  | Jorge Sato                     | ARENA   | 12.569  | Toledo              | Paraná             |
| 15352  | José Alencar Furtado           | MDB     | 11.486  | Araripe             | Ceará              |
| 15528  | Lázaro Servo                   | MDB     | 8.838   | Apucarana           | Paraná             |
| 11909  | Luiz Carlos Cantinho Cruz      | ARENA   | 41.330  | Campo Largo         | Paraná             |
| 11631  | Luiz Renato Malucelli          | ARENA   | 11.324  | Curitiba            | Paraná             |
| 11202  | Mamédio Seme Scaff             | ARENA   | 9.249   | Faxinal             | Paraná             |
| 11935  | Miguel Dinizo                  | ARENA   | 8.498   | Itatiba             | São Paulo          |
| 11724  | Miran Pirih                    | ARENA   | 8.972   | Nova Esperança      | Paraná             |
| 15822  | Nelson Buffara                 | MDB     | 9.368   | Curitiba            | Paraná             |
| 11781  | Túlio Vargas                   | ARENA   | 25.556  | Piraí do Sul        | Paraná             |
| 11449  | Olavo Garcia Ferreira da Silva | ARENA   | 15.619  | Londrina            | Paraná             |
| 11655  | Olívio Belich                  | ARENA   | 14.121  | Porto Amazonas      | Paraná             |
| 11273  | Ovidio Luiz Franzoni           | ARENA   | 10.385  | Cianorte            | Paraná             |
| 11492  | Paulo Afonso Alves de Camargo  | ARENA   | 11.663  | Guarapuava          | Paraná             |
| 11649  | Paulo Poli                     | ARENA   | 18.070  | Almirante Tamandaré | Paraná             |
| 11575  | Renato Loures Bueno            | ARENA   | 9.554   | Palmas              | Paraná             |
| 11804  | Roberto Galvani                | ARENA   | 25.051  | Pinhais             | Paraná             |
| 15142  | Silvio Magalhães Barros        | MDB     | 10.667  | Aiuruoca            | Minas Gerais       |
| 15524  | Sinval Martins Araújo          | MDB     | 10.319  | Curitiba            | Paraná             |
| 15692  | Valmor Santos Giavarina        | MDB     | 11.099  | Capinzal            | Santa Catarina     |
| 11146  | Wilson Figueiredo Fortes       | ARENA   | 22.937  | Jacarezinho         | Paraná             |